# 深圳市市長列表
中华人民共和国广东省深圳市歷任行政首長包括深圳市革命委员会主任及深圳市人民政府市長。深圳市於1979年1月23日由原寶安縣改置，當時由广东省和惠阳地区双重领导；中华人民共和国国务院於同年3月5日正式同意改置。4月2日，惠阳地委任命贾华为中国共产党深圳市委员会副书记兼深圳市革命委員會主任，为深圳市首任行政首長。11月，升為地级市，直接受廣東省革命委員會領導。1981年3月，深圳升格为副省级市。11月，国务院批准深圳市在国家计划中实行单列，并赋予其相当于省一级的经济管理权限。1992年2月，全国人民代表大会常务委员会授予深圳市人民代表大会及其常务委员会、市人民政府制定地方法律和法规的权力。
深圳市与中国大陆其他行政区政治架构相同，中国共产党是唯一执政党，各民主党派参政议政，而深圳市人民政府則是深圳市的行政机关。深圳市人民政府當前的行政首長是深圳市人民政府市長，現任市長為覃伟中，於2021年4月24日開始代理，5月19日正式出任。
深圳特區成立後首三任市長均為廣東人，包括來自汕頭的吴南生、開平的梁湘，以及茂名（电白）的李灏。其後的历任深圳市市長除陈如桂（籍贯广东廉江）外均来自其它省份，其中江蘇籍最多，有3人，包括幼军（丰县）、王荣（滨海，代理）和许勤（连云港）。

## 列表
| 任次     | 姓名   | 籍貫                 | 上任日期                                                                       | 卸任日期       | 备注 |
| -------- | ------ | -------------------- | ------------------------------------------------------------------------------ | -------------- | --- |
| 1        | 贾华   | 江苏省如皋县         | 1979年4月2日                                                                   | 1980年6月12日  | 中華人民共和國建國前曾參與營救七君子活动；1942年初入伍东江纵队。1963年任惠阳专区（後改惠陽地區）副专员主管财贸工作，文化大革命期间被批斗，並受党内警告处分及被降级，四人帮下台后平反。為市革命委員會主任，兼中国共产党深圳市委员会副书记；後為中国共产党深圳市委员会书记兼市革命委員會副主任。                                                                                        |
| 2        | 吴南生 | 广东省汕头市         | 1980年6月12日                                                                  | 1981年3月6日   | 以中国共产党广东省委员会书记兼广东省经济特区管理委员会主任，再兼中国共产党深圳市委员会第一书记及市革命委員會主任。任內深圳經濟特區成立；後任中国人民政治协商会议广东省委员会主席。 |
| 3        | 梁湘   | 广东省开平县         | 1981年10月20日                                                                 | 1985年8月12日  | 1981年2月20日由中国共产党广州市委员会第二书记调任中国共产党深圳市委员会第一书记，10月20日就任深圳市经济特区人民政府市长；後任首任海南省人民政府省长，並因“以权谋私”而被撤职。 |
| 4        | 李灏   | 广东省电白县         | 1985年8月12日                                                                  | 1990年5月22日  | 1985年自中华人民共和国国务院副秘书长调任，1986年5月兼中国共产党深圳市委员会书记；後调任全国人民代表大会常务委员会委员、全国人民代表大会财政经济委员会副主任委员。 |
| 5        | 郑良玉 | 浙江省吴兴县         | 1990年5月22日 （廣東省人民政府任命） 1990年12月27日 （市人民代表大会選舉當選） | 1992年11月17日 | 1990年3月前任中国共产党徐州市委员会书记，1990年3月起任中国共产党深圳市委员会副书记，5月兼市長；12月市人民代表大会成立，於當月27日的選舉當選留任。後任江西省人民政府副省长、第八届江西省人民代表大會常務委員会副主任。 |
| 6        | 厉有为 | 辽宁省新民县         | 1992年11月17日                                                                 | 1995年5月23日  | 此前任中国共产党深圳市委员会副书记兼深圳市人民代表大会常務委員会主任；後任中国人民政治协商会议全国委员会常務委員、中国人民政治协商会议全国委员会港澳台侨委员会副主任。 |
| 7        | 李子彬 | 辽宁省锦西县         | 1995年5月23日                                                                  | 2000年4月26日  | 此前为中国共产党深圳市委员会副书记兼副市长，升市长後仍兼中国共产党深圳市委员会副书记；後任中华人民共和国国家发展和改革委员会副主任及国务院西部地区开发领导小组办公室副主任。 |
| 8        | 幼军   | 江苏省丰县           | 2000年6月17日 （2000年4月26日署）                                              | 2003年6月17日  | 此前任中国共产党广东省委员会常務委員兼宣传部部长；後任中国共产党湖南省委员会副书记、湖南省人民政府副省长。2005年任山西省人民政府省长，后任文化部党组书记、副部长。2008年被撤销职务，给予留党察看二年处分。2015年从国务院南水北调工程建设委员会办公室副主任职务上退休。 |
| 9        | 李鸿忠 | 山东省昌乐县         | 2004年2月28日 （2003年6月17日署）                                              | 2005年6月2日   | 此前任中国共产党广东省委员会常務委員、廣東省常务副省长；2003年6月兼中国共产党深圳市委员会副书记、代市长，仍為中国共产党广东省委员会常務委員；2004年2月升市長，2005年3月升中国共产党深圳市委员会书记。後任中国共产党湖北省委员会副书记、湖北省人民政府省長、中国共产党湖北省委员会書記、中國共產黨天津市委員會書記，現中共中央政治局委员、全國人大常委會副委員長。                     |
| 10       | 许宗衡 | 湖南省湘潭县         | 2005年6月3日                                                                   | 2009年6月12日  | 2003年8月任中国共产党深圳市委员会常務委員、深圳市常务副市长，2005年6月升市長。2009年6月11日因严重违纪被免去领导职务，市人民代表大会常務委員会翌日正式接受其請辭。2011年5月9日，河南省郑州市中级人民法院以许宗衡以權謀私受賄3318万余元人民币，判处其死刑，缓期二年执行，剥夺政治权利终身，没收个人全部财产。                                                                           |
| （代理） | 王荣   | 江苏省滨海县         | 2009年6月12日                                                                  | 2010年6月5日   | 此前任中国共产党苏州市委员会书记；以副市長署，兼中国共产党广东省委员会常務委員、中国共产党深圳市委员会副书记。2015年2月10日当选为中国人民政治协商会议第十一届广东省委员会主席。 |
| 11       | 许勤   | 江苏省连云港市       | 2010年6月5日                                                                   | 2017年7月20日  | 此前任中国共产党深圳市委员会常務委員、深圳市副市长兼国家发展改革委高技术产业司司长，2010年5月升中国共产党深圳市委员会副书记，6月升市长。2016年12月31日兼中国共产党广东省委员会常务委员、中国共产党深圳市委员会书记。2017年4月1日调任中国共产党河北省委员会副书记，26日始为河北省人民政府省长；7月20日始獲接受辭去深圳市長職務。后任河北省人民政府省长、中国共产党黑龙江省委员会书记。 |
| 12       | 陈如桂 | 广东省廉江市         | 2017年8月22日 （2017年7月20日署）                                              | 2021年4月24日  | 此前任中国共产党中山市委员会书记兼中山市人民代表大会常務委員会主任。2017年7月20日始代理，8月22日始正任；27年來再次出現廣東省本土市長。2021年4月24日獲接受辭去深圳市長職務。2022年1月22日当选为广东省人民代表大会常务委员会副主任。2022年6月1日因涉嫌严重违纪违法接受中央纪委国家监委纪律审查和监察调查。                                                                              |
| 13       | 覃伟中 | 广西壮族自治区玉林市 | 2021年5月19日 （2021年4月24日署）                                              | （現任）       | 此前任广东省人民政府副省长。 |

## 時間線
在以下時間綫中，黑色部分代表正式任期，而紅色部分代表代理任期；正式任期與代理任期的時長與上方列表「上任日期」及「卸任任期」欄目所列出的時長一致。